# Kosmos 82
Kosmos 82 – radziecki satelita telekomunikacyjny wysłany wraz z bliźniaczymi Kosmos 80, 81, 83, 84. Dwudziesty drugi statek typu Strzała.
Satelita pozostaje na orbicie okołoziemskiej, które trwałość szacowana jest na 10 000 lat.